# 伍增荣
伍增荣（1938年11月22日—2019年5月5日），女，江西萍乡人，中华人民共和国律师、政治人物，曾任民革黑龙江省委副主委、哈尔滨市政协副主席，第八、九、十届全国人大代表。

## 生平
1998年3月，第九届全国人大第一次会议上，她当选全国人民代表大会常务委员会委员。